# Материальная часть
Материальная часть (сокр. матча́сть) — термин военного дела, обозначающий вооружение и снаряжение воинской части в отличие от её личного состава и тактики (организация войск  состоит в создании прочных и управляемых боевых единиц из личного состава и материальной части).
В материальную часть обычно не включаются укрепления и другие постройки. В жаргоне термин используется для обозначения механизма, машины, агрегата (к матчасти его нельзя допускать).
Обучение работе со сложной техникой всегда начинается с изучения её устройства в классах, «изучения матчасти» с применением учебных пособий — руководств, слайдов, учебных моделей и образцов. Отсюда возникло выражение интернетного жаргона «учи матчасть», указывающее на недостаток базовых знаний у адресата, примерный эквивалент английского RTFM.
Изменения в материальной части могут приводить к изменениям тактики, и наоборот. Например, появление на поле боя в 1950-х годах вертолётов позволило осуществлять быстрый манёвр и уравняло шансы американской армии во Вьетнаме в борьбе против более многочисленного легковооружённого противника. В свою очередь, эта  аэромобильность повлекла за собой запрос на создание не только более лёгких, но и более компактных видов личного оружия.